# 梁景先
梁景先，清朝政治人物。
梁景先曾于同治年间接替林庆贻任兴化府知府一职，光绪元年(1875年)由刘国光接任。